# 许宗衡
许宗衡（1955年7月22日—），男，湖南衡阳人，中华人民共和国政治人物。在职碩士。曾任中共深圳市委副書記兼深圳市人民政府市長。2009年6月11日，因涉嫌严重违纪被中共中央免职。

## 生平
许宗衡出生于1955年7月。1973年加入中国共产党。1972年3月至1974年8月，许作为“知青”，下放至衡南县宝盖乡（今宝盖镇）农场工作，先后任场长、副指导员。1974年8月，被保送至湖南省交通学校读书。1976年8月，学校毕业后分配至湖南省衡阳汽车修配厂，先后任技术员、政治处干部。1977年9月，调入衡阳市经委组干科。1978年12月调入中共衡阳市组织部，先后任干事、副科长、科长；1986年8月升任组织部副部长，1990年4月升任中共衡阳市委常委，组织部部长。1993年1月调入深圳市组织部，任培训处处长。1994年7月，调任深圳市海天出版社党委书记、社长、总编辑。1996年8月，调任中共深圳市委党校常务副校长，兼深圳市行政学院、社会主义学院、经济管理学院常务副院长。2000年1月，升任中共深圳市委组织部副部长。2000年5月，升任中共深圳市委常委、市委组织部部长。2003年8月，任深圳市副市长、中共深圳市委副书记。2005年6月，任深圳市市长。2009年6月8日，涉嫌严重“违纪”，接受调查，外界一般稱双规；2009年6月11日，因严重违纪，被免去领导职务。

## 案件过程
- 2009年6月5日，香港媒体（苹果日报、大公报、明报、文汇报）开始报道“传深圳市长许宗衡被双规”[2][3]。
- 2009年6月6日，联合早报曝光许宗衡被双规[4]。
- 2009年6月8日，国内媒体[5][6] 开始报道，涉及的案件有：深圳地铁、大运会、桃源村3期、盐坝高速等建设项目[7]。
- 2009年6月9日，亦有报道称许案是由一获港居留权的内地女星牵出。
- 2009年6月10日，传许宗衡自杀未遂[8]。
- 2009年6月11日，中央组织部有关负责人证实，广东省深圳市市长许宗衡因严重违纪，中央已经决定免去其领导职务[9]。
- 2009年6月12日，中共广东省委常委提名王荣为深圳市市长候选人。[10]。
- 2009年7月17日，广东省委十届五次全会通过决议，撤销许宗衡广东省十届省委委员职务。[11]
- 2009年7月27日，深圳市第四届人大常委会第三十一次会议罢免了许宗衡广东省十一届人大代表职务。[12]
- 2009年7月30日，广东省十一届人民代表大会常务委员会第十二次会议罢免了许宗衡全国人大代表职务。[13]
- 2009年8月27日，全国人大常委会通过表决终止了许宗衡全国人大代表资格。[14]
- 2011年5月9日，河南省鄭州市中級人民法院對許宗衡受賄案作出一審判決，認定許宗衡犯受賄罪，判處死刑，緩期二年執行，剝奪政治權利終身，沒收個人全部財產。但是许宗衡並未履行生效法律文書所確定的被法院「沒收個人全部財產」義務。2017年7月18日，鄭州中院曾調查许宗衡的銀行賬戶、證券賬戶、車輛、房產等，發現他的銀行賬戶中僅有3,585.52元人民币，未發現有其他可供執行的財產。法院隨後將該筆銀行存款凍結，沒收上繳國庫。2018年1月29日，鄭州中院在深圳市不動產登記中心發現他名下的一套住宅，於2018年1月30日進行查封，但該房產是深圳市集中建設的省部級幹部住房，根據規定不能公開拍賣。7月17日，鄭州中院正式將許宗衡列入失信被執行人（老赖）名單[15]。